# Tetragonia halimioides
Tetragonia halimioides är en isörtsväxtart som beskrevs av Edward Fenzl, William Henry Harvey och Sond. Tetragonia halimioides ingår i släktet tetragonior, och familjen isörtsväxter. Inga underarter finns listade i Catalogue of Life.